# Mashed potato
『Mashed potato』（マッシュド・ポテト）は日本のポップ歌手・IMALUのデビュー・シングル。2010年1月13日発売。プロデュースと楽曲はHi-STANDARDの難波章浩、歌詞はIMALUが担当している。

## 背景とリリース日
ファッションモデルとして芸能界デビューしたIMALUの歌手デビューシングルである。2009年11月に所属レーベルより歌手デビューが公式に発表され、12月末頃にCDのジャケット写真が公開される。同年12月23日に着うたの先行配信がレコチョクより開始。2010年1月6日より着うたフルがレコチョクより独占配信が開始される。

## 曲と歌詞
楽曲はIMALUの音楽の指向が反映されている。作詞はIMALUが担当しており、歌詞の中で両親にも触れている。タイトルは色々な物事が目まぐるしく巡る頭の中を食べ物に例えて、端的に表現したものである。

## 批評
listen Japanの森杜男はまず2番目に収録されている『S.O.B.』について、「ブギュブギュした低音やエコー（それこそオートチューン的な）をほど良く効かせた歌唱が楽しめる、キラキラとブリリアントに輝くテクノ・ポップ系のM-2『S.O.B.』に心が奪われた。」と評した。続けて『Mashed potato』とシングル全体を「アグレッシヴなエレクトロ・ロック調の上に自作のリリック（率直な心情を吐露している!）を乗せたM-1『Mashed potato』等を収める、まさしく「出来過ぎ」のデビュー・シングル」と評価した。元メガデスのギタリストマーティ・フリードマンは、曲を「初期の大塚愛のワイルドさをちょっと薄めた感じ」、歌詞を仕事が忙しくて家に帰ってこない父親を皮肉るような内容でインパクトがあると評している。また、J-POP歌手には珍しく英語の発音が完璧だと述べている。

## ミュージック・ビデオ
三嶋章義を監督に迎えたミュージック・ビデオは2009年12月24日から25日の早朝にかけて撮影された。撮影時間は12時間以上。楽曲のプロデューサーである難波章浩も出演している。
ビデオは不思議な世界観を表現している。三角形のメインセット内のガラスケースに閉じ込められたIMALUに、上から吊るされた大きな糸巻きから伸びた色とりどりの無数の毛糸が絡みつき、IMALUは囚われの身となっている設定である。IMALUは矢印模様の青と白のワンピースを身に付けている。BARKSはPVの世界観を「まさに不思議の国のIMALU(?)といった独特の映像世界とグッドロッキンでエレクトロな曲調のシンクロ。」、PVの中のIMALUを「毛糸の束に拘束されているその姿はポップでアヴァンギャルドな印象」と評している。

## 収録内容
| #  | タイトル                 | 作詞  | 作曲     | 時間 |
| -- | ------------------------ | ----- | -------- | ---- |
| 1. | 「Mashed potato」        | IMALU | 難波章浩 | 3:53 |
| 2. | 「S.O.B.」               | IMALU | KEN      | 4:24 |
| 3. | 「Mashed potato」(Inst.) | IMALU | 難波章浩 | 3:52 |

## チャート
| チャート (2010年)                                 | 最高 順位 |
| ------------------------------------------------- | --------- |
| オリコン シングルチャート(デイリー)               | 28        |
| オリコン シングルチャート(週間)                   | 50        |
| Billboard JAPAN Charts Hot 100                    | 17        |
| Billboard JAPAN Charts Hot Top Airplay            | 15        |
| Billboard JAPAN Charts Adult Contemporary Airplay | 45        |